# Caspar Voght
Caspar Voght, dal 2 maggio 1802 Caspar Reichsfreiherr von Voght, oggi conosciuto soprattutto come Barone Caspar von Voght (Amburgo, 17 novembre 1752 – Amburgo, 20 marzo 1839), è stato un commerciante, membro della lega anseatica e riformatore sociale tedesco.
Insieme a Georg Heinrich Sieveking, suo socio in affari e amico, gestì una delle più grandi società commerciali di Amburgo nella seconda metà del XVIII secolo. In occasione dei suoi numerosi viaggi attraversò tutta l'Europa. Tra i suoi più grandi meriti spicca la riforma del sistema di assistenza ai poveri e del sistema carcerario di Amburgo nel 1788. A partire dal 1785 si dedicò con fervore ad alcuni progetti agricoli e paesaggistici e costruì a Flottbek, alle porte di Amburgo, una tenuta agricola sperimentale. 

## Biografia

### Nascita, gioventù e il “Grand Tour” attraverso l'Europa
Caspar Voght è stato il primo di tre figli, nato da Caspar Voght il Vecchio (1707, Beverstedt vicino a Brema – 1781, Amburgo), commerciante e più tardi senatore, e da Elisabeth Jencquel (26 settembre 1723), figlia del senatore di Amburgo. 
Johann Vogt e Wolbrand Vogt, predicatori del duomo di Brema, erano suoi zii. Intorno al 1721 suo padre entrò nella società commerciale di Jürgen Jencquel come apprendista e a partire dal 1732, per sedici anni, fu il rappresentante a Lisbona dell'azienda, specializzata nel commercio con il Portogallo. Dopo il suo ritorno il padre di Voght fondò ad Amburgo la sua propria società specializzata nel commercio del lino e della seta. In seguito arrivò a ricoprire il ruolo di senatore della città anseatica. 
All'età di 12 anni Caspar Voght si ammalò gravemente di vaiolo e da quel momento rimase segnato da evidenti cicatrici dovute alla malattia. Per tutta la sua vita, diversamente dall'amico Georg Heinrich Sieveking, che conobbe da giovane nell'ufficio di suo padre, sentì di avere un'inclinazione maggiore per la letteratura, la politica, la scienza e per questo nutriva poco interesse per il mestiere di commerciante. Quando suo padre lo volle mandare all'età di 20 anni a Lisbona per un periodo di formazione, sfruttò abilmente le paure di sua madre che aveva perso due fratelli nei grandi terremoti di Lisbona del 1755, e nel 1772 fece invece un viaggio di formazione attraverso l'Europa (“Grand Tour”). Tra le altre città visitò Amsterdam, Londra, Parigi, Cadice e Madrid, dove stabilì nuovi contatti commerciali per l'azienda di suo padre. Passando per il sud della Francia si recò in Svizzera, dove incontrò Johann Caspar Lavater e Albrecht von Haller, e a Ferney, vicino a Ginevra, fece la conoscenza di Voltaire. Dopo aver fatto tappa a Torino, Milano, Parma e Bologna raggiunse Roma, dove fu presentato a papa Pio VI. Dopo una breve sosta a Pompei e a Venezia, Voght andò a Bergamo, dove stabilì contatti con i produttori locali di seta per l'azienda di suo padre. In seguito si recò a Vienna, Dresda, Berlino e Potsdam e infine nel 1755 torno alla sua città natale, Amburgo.

### La storia d'amore con Magdalena Pauli, moglie del commerciante Adrian Wilhelm Pauli
Più tardi, nel 1777, Voght si innamorò di Magdalena Pauli, nata Poel (1757-1825), sorella del suo amico intimo Piter Poel.
Magdalena parteggiava per gli anseatici istruiti. Nel 1801 si separò dal commerciante Adrian Wilhelm Pauli (1749-1815) con il quale era sposata dal 14 aprile 1776. 
Magdalena non si risposò con il suo amante passionale Voght nemmeno dopo la morte del marito. I due rimasero semplicemente in rapporti d'amicizia.
Essendo il corteggiatore di Magdalena Pauli, Voght divenne il successore dello Junker Heinrich Julius von Lindau.
Magdalena Pauli era una delle sorelle di colui che sarebbe poi diventato ministro di stato del Granducato d'Assia Carl Ludwig von Barckhaus genannt von Wiesenhütten e della pittrice Louise von Panhuys, nata von Barckhaus genannt von Wiesenhütten. Per questo fu da esempio per la figura letteraria della "Fräulein von B..“ ("Signorina B.") nel romanzo epistolare I dolori del giovane Werther di Goethe.

### Attività commerciale e costruzione della tenuta sperimentale di Flottbek

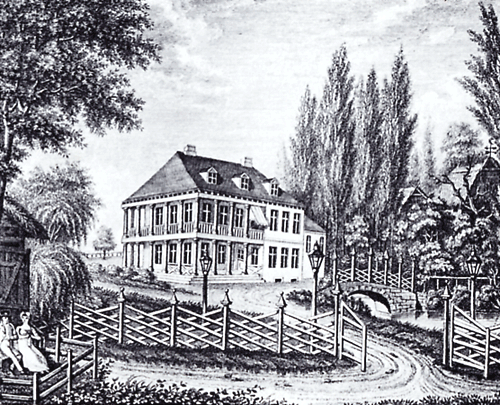
Tenuta sperimentale di Flottbek

Alla morte di Caspar Voght Il Vecchio nel 1781 Voght, insieme a Georg Heinrich Sieveking, portò avanti l'attività del padre con il nome di „Caspar Voght und Co.“. Insieme sfruttavano l'indipendenza delle allora colonie inglesi per la costruzione di solidi rapporti d'affari con i commercianti portuali sulla costa nordamericana (importazione di caffè).
La lettera di congratulazioni datata 29 marzo 1783 da parte del senato di Amburgo fu consegnata al congresso di Filadelfia da Johann Abraham de Boor, un cittadino di Amburgo, che fu incaricato di viaggiare oltreoceano dalla società commerciale "Caspar Voght& Co.“.

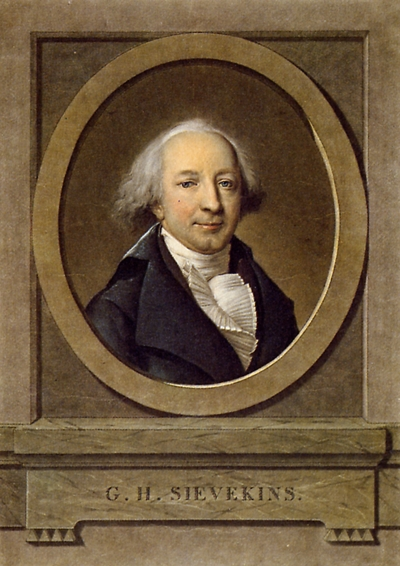
Ritratto di Georg Heinrich Sieveking

L'interesse di Voght era rivolto maggiormente all'agricoltura rispetto alla professione del commerciante. Già durante la sua gioventù era entusiasta del giardino realizzato nella casa di suo padre ad Hamm ad opera di un architetto paesaggista francese. 
Negli anni a venire, quando Voght divenne consapevole del fatto che la sua predilezione verso l'architettura paesaggistica e verso l'orticoltura era molto di più di una semplice passione, cominciò a disgustare il mondo degli affari (poco prima di morire scrisse in una lettera " Dato che gli affari non lasciano più spazio alla mia fantasia, mi nauseano"), e abbandonò la gestione della società commerciale affidandola in gran parte al suo socio in affari Sieveking. 
Nel 1785 Voght acquistò degli appezzamenti di terreno a Klein Flottbek alle porte di Altona. Di ritorno dal suo viaggio in Inghilterra nell'inverno del 1785/86, dove familiarizzò con l'architettura paesaggistica locale e con le tecniche di campicoltura (considerate moderne per l'epoca), cominciò la realizzazione di una tenuta sperimentale e di un vivaio (giardino ornamentale, oggi parte dello Jenisch Park) nei suoi terreni ad Amburgo. 
Per di più, oltre allo scozzese James Booth e al francese Joseph Ramée, portò a Flottbek due giardinieri artistici di importanza europea.
Nel 1787 Voght introdusse le patate, che fino ad allora venivano importate principalmente dai Paesi Bassi, come prodotto da campo. 
Nel 1797 supportò il suo amministratore Lukas Andreas Staudinger nella fondazione di un "Landwirtschaftlichen Erziehungs-Institut" a Groß-Flottbek, la prima scuola professionale di agricoltura nei paesi di lingua tedesca. Il più celebre studente di questo istituto fu Johann Heinrich von Thünen, che più tardi scrisse delle lettere a Voght per informarsi sulla fertilità del suolo.

### Voght riformatore dell'assistenza ai poveri

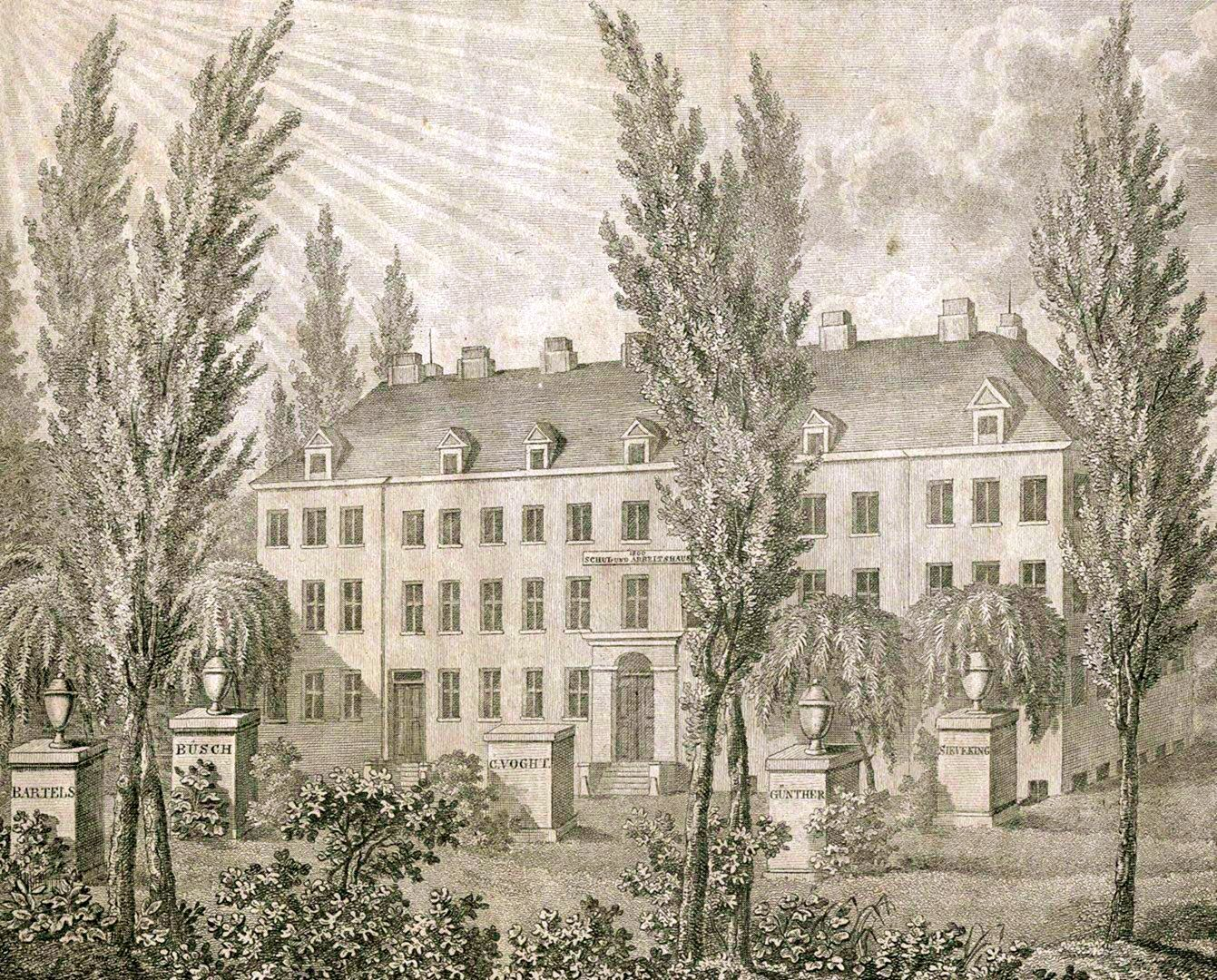
Casa dell'istruzione e del lavoro di Amburgo

Già nel 1770 Voght era entrato in contatto con il sistema carcerario, dopo aver accompagnato, in qualità di sostituto di suo padre, il riformatore carcerario in carica in Inghilterra John Howard durante una visita al penitenziario di Amburgo. Da lì in poi ebbe un forte interesse per i sistemi di assistenza ai poveri e delle carceri. Insieme al direttore dell'Accademia Commerciale Johann Georg Büsch e al giurista Johann Arnold Günther, Voght promosse nel 1788 la costruzione di un "Allgemeinen Armenanstalt" ("Istituto comune per i poveri") e riformò così l'assistenza ai poveri di Amburgo.
Il principio alla base della riforma fu la suddivisione della città in singoli quartieri di assistenza nei quali i cittadini venivano curati da circa 200 infermieri selezionati. L'istituzione garantiva cure mediche ai poveri, un aiuto economico in caso di gravidanza e parto, ma anche istruzione e lavoro per i figli dei meno abbienti. In contrasto con gli aspetti morali precedentemente predicati dalla chiesa ai poveri, la riforma prendeva in considerazione i loro reali bisogni economici. I costi dell'impresa venivano raccolti dalle offerte nelle chiese e dalle collette per i poveri che avevano luogo ogni settimana. Come conseguenza si ebbe un drastico calo del numero dei detenuti nel penitenziario di Amburgo.
Il successo di Voght nella lotta alla povertà ebbe effetti positivi anche ben al di fuori di Amburgo. Nel 1801 l'imperatore Francesco II d'Asburgo-Lorena lo invitò a Vienna per informarsi sulle misure prese da Voght e farsi proporre delle soluzioni per una riforma al sistema di assistenza ai poveri viennese. Per il suo merito gli fu conferito il titolo nobiliare di barone. Durante un soggiorno a Berlino nell'inverno 1802-3 Voght fece una perizia riguardo al sistema berlinese di assistenza ai poveri su richiesta del re prussiano Federico Guglielmo III di Prussia. Nel corso di un soggiorno di diversi mesi a Parigi nel 1807 Voght, incaricato dal Ministero degli Esteri francese, eseguì una perizia del sistema di alloggi per i poveri, degli orfanotrofi, dell'assistenza per le puerpere e delle prigioni parigine. Da lì in poi riformò l'assistenza ai poveri anche a Marsiglia e Lione e trasmise i suoi concetti rivoluzionari a Lisbona e Porto. In più all'età di 86 anni, nel 1838, pubblicò uno scritto dal titolo "Trattato sulla storia del sistema di assistenza ai poveri nel corso di 50 anni" in occasione del cinquantesimo anniversario della fondazione dell'istituto per i poveri di Amburgo.
.

### Gli ultimi anni

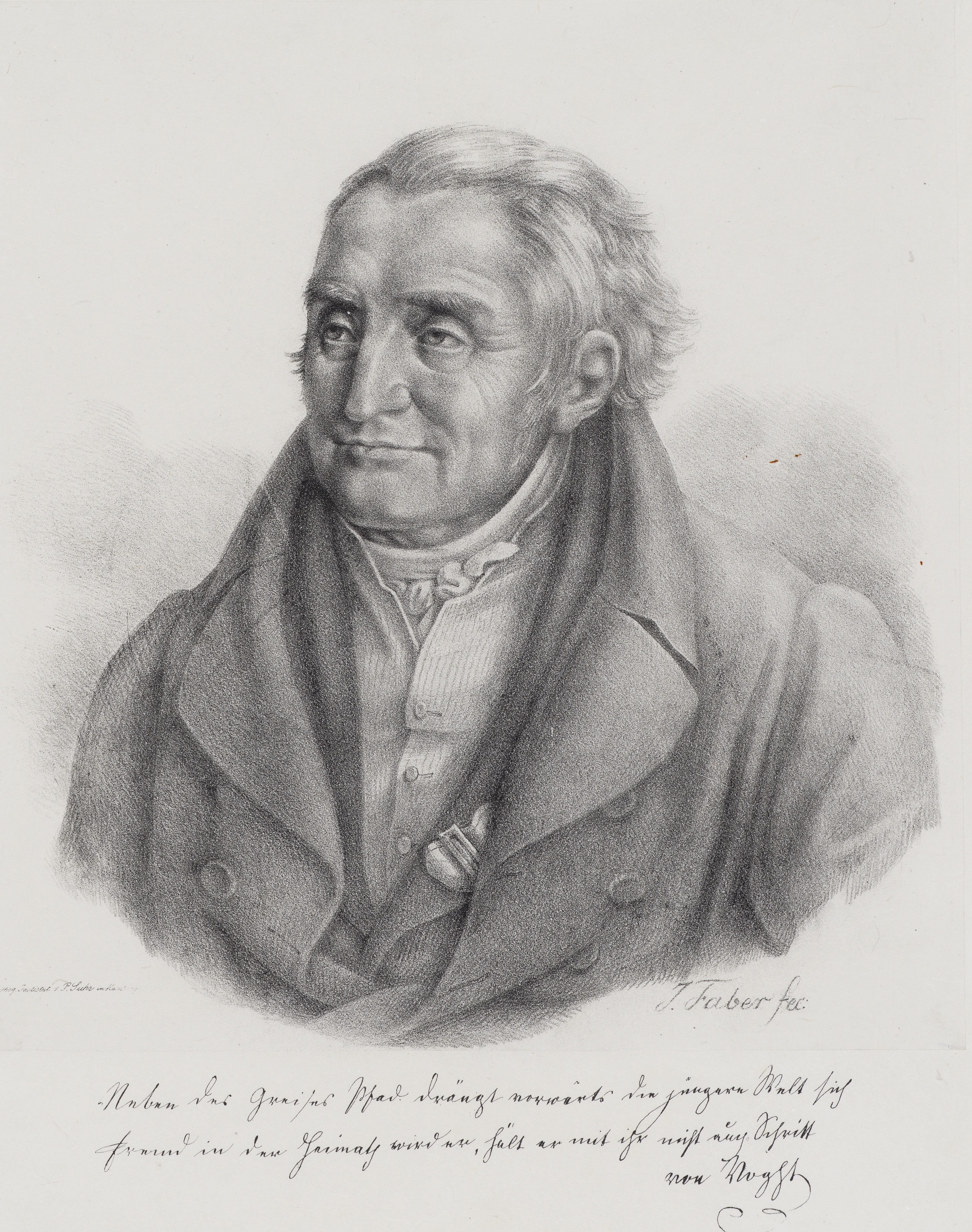
Caspar Voght, litografia di Johann Joachim Faber

Già nel 1793 Voght aveva ceduto tutte le società commerciali al suo socio Sieveking, ad eccezione di quelle americane. La crisi commerciale che sconvolse Amburgo nel 1799 e si protrasse per molti anni, colpì la sua società così duramente che fu costretto a chiuderla.
Negli anni del Blocco continentale intraprese un nuovo viaggio in Svizzera, Francia e Italia che durò diversi anni. Contemporaneamente conobbe a Parigi l'imperatore Napoleone e la prima moglie Giuseppina Beauharnais. Dopo il ritorno a Flottbek visse principalmente delle entrate della sua azienda agricola. Dopo aver venduto la tenuta nel 1828 a Martin Johann Jenisch, banchiere e senatore, visse in casa sua e successivamente presso la vedova del suo socio in affari, Georg Heinrich Sieveking, morto nel 1799. Il figlio di quest'ultimo, Karl Sieveking voleva trasformare la sua proprietà terriera (acquistata ad Hamm nel 1829) in una tenuta sull'esempio di quella di Flottbek. Voght lo consigliò a questo proposito e fece lo stesso per la fondazione della Rauhes Haus.
Il 20 marzo 1839 Caspar Voght morì all'età di 86 anni. Venne seppellito nel cimitero di Nienstedten di Amburgo. La sua tomba si trova proprio all'ingresso del cimitero vicino alla Elbchaussee.

## Curiosità
Due strade di Amburgo sono state chiamate in onore di Caspar Voght: la Baron-Voght-Straße a Klein-Flottbek e la Caspar-Voght-Straße ad Hamm. Ad Hamm esisteva l'ormai ex scuola superiore Caspar Voght, il cui edificio ospita oggi la scuola di ballo del Balletto di Amburgo. Recentemente una scuola a Rellingen porta il suo nome.

### Fonti
- Caspar Voght: Lebensgeschichte. Hrsg. von Charlotte Schoell-Glass. Christians, Hamburg 2001, ISBN 3-7672-1344-3. (Die Memoiren Voghts umfassen die Jahre von 1752 bis 1811, sind also Fragment geblieben)
  - Lebensgeschichte, Janssen, Hamburg, 1917, (online, SUB).
- (Caspar Voght:) Caspar Voght und sein Hamburger Freundeskreis. Briefe aus einem tätigen Leben. Christians, Hamburg 1959. 1964. 1967 (Veröffentlichungen des Vereins für Hamburgische Geschichte, Bd. XV, 1 - 3). 
  - Teil 1. Briefe aus den Jahren 1792 bis 1821 an Magdalena Pauli, geb. Poel. Bearbeitet von Kurt Detlev Möller. Aus seinem Nachlaß hrsg. von Annelise Tecke. Hamburg 1959;
  - Teil 2. Briefe aus den Jahren 1785 bis 1812 an Johanna Margaretha Sieveking, geb. Reimarus. Bearbeitet von Annelise Tecke. Hamburg 1964;
  - Teil 3. Reisejournal 1807/09. Bearbeitet von Annelise Tecke. Hamburg 1967.
- Caspar Voght: Sammlung landwirthschaftlicher Schriften. T 1. Perthes, Hamburg, 1825, (online).
- Caspar Voght: Flotbeck und dessen diesjährige Bestellung, mit Hinsicht auf die durch dieselbe beabsichtigten Erfahrungen: ein Wegweiser für die landwirthschaftlichen Besucher desselben mit angehängten Flotbecker Garten-Versuchen im Jahre 1821. Busch, Altona 1822.
- Hans-Jörg Czech, Kerstin Petermann, Nicole Tiedemann-Bischop (Hrsg.): Caspar Voght (1752–1839) – Weltbürger vor den Toren Hamburgs.[1], Michael Imhof Verlag, Petersberg, 2014, ISBN 978-3-7319-0053-5.
- Verena Fink (Hrsg.): Die Bibliothek des Caspar Voght (1752–1839). Michael Imhof Verlag, Petersberg, 2014
- Katrin Schmersahl: Voght, Caspar, in: Hamburgische Biografie. Bd. 6, Göttingen 2012, ISBN 978-3-8353-1025-4, S. 350–352.
- Susanne Woelk: Der Fremde unter den Freunden. Biographische Studien zu Caspar von Voght. Weidmann, Hamburg 2000, ISBN 3-935100-08-6.
- Angela Kulenkampff: Caspar Voght und Flottbek: ein Beitrag zum Thema "Aufklärung und Empfindsamkeit", in: Zeitschrift des Vereins für Hamburgische Geschichte. Hamburg, Band 78.1992, S. 67-102, (online).
- Alfred Aust: Mir ward ein schönes Los. Liebe und Freundschaft im Leben des Reichsfreiherrn Caspar von Voght. Christians Verlag, Hamburg 1972. Vgl. besonders S. 11 - 38: "Die große Liebe. Voght und Magdalena Pauli [, geb. Poel]".
- Gerhard Ahrens: Caspar Voght und sein Mustergut Flottbek: englische Landwirtschaft in Deutschland am Ende des 18. Jahrhunderts. Christians, Hamburg 1969,  Biblioteca nazionale tedesca..
- Kurt Detlev Möller: Caspar v. Voght, Bürger und Edelmann, 1752–1839. In: Zeitschrift des Vereins für Hamburgische Geschichte. Hamburg 43.1956 ISSN 0083-5587 (WC · ACNP), S. 166–195, (online).
- Heinrich Sieveking: Caspar Voght, der Schöpfer des Jenisch-Parks, ein Vermittler zwischen deutscher und französischer Literatur. In: Zeitschrift des Vereins für Hamburgische Geschichte. Hamburg 40.1949, ISSN 0083-5587 (WC · ACNP), S. 89–123, (online).
- Georg Herman Sieveking: Das Handlungshaus Voght und Sieveking. In: Zeitschrift des Vereins für Hamburgische Geschichte. Hamburg 17.1912, ISSN 0083-5587 (WC · ACNP), S. 54–128, (online).
- Otto Rüdiger: Caspar von Voght. Ein Hamburgisches Lebensbild. Commeter, Hamburg 1901, (online, Internet Archive).
- Gustav Poel: Bilder aus vergangener Zeit. 2 Bde. Rauhes Haus, Hamburg 1884, 1887, OCLC 13089967, (online (Teil 1)).
- (DE) Wilhelm Sillem, Voght, Kaspar Freiherr von, in Allgemeine Deutsche Biographie, vol. 40, Lipsia, Duncker & Humblot, 1896,  p. 161–166.
- Heinrich Christoph Gottfried von Struve, Dem Andenken des Königl. dänischen Etatsraths und Ritters, Caspar Freiherrn von Voght, gewidmet von einem seiner Freunde. Perthes-Besser & Mauke, Hamburg 1839, (online).
- Caspar Voght (1752–1839) – Weltbürger vor den Toren Hamburgs (6. April bis 23. November 2014), Ausstellung im Jenisch-Haus, Außenstelle des Altonaer Museums
- Jean-Laurent Mosnier, Öl auf Leinwand, 129 x 99 cm (ungerahmt), 1801, Sammlung Altonaer Museum, (Kniestück. Der Dargestellte, in schwarzem Rock und Kniehosen, mit weißer Halsbinde, sitzt auf einem Stuhl mit geschnitztem Lorbeerblattornament, die linke Hand ruht auf dem Knie, der re. Arm liegt auf dem links neben ihm stehenden Tisch mit roter Decke. Im Hintergrund ein geraffter roter Vorhang und eine Reihe Bücher. Links Ausblick in einen Park).
- Johann Joachim Faber, Lithographie[2], Bez.: „Lithog. Institut v. P. Suhr in Hamburg / J. Faber fec.“ , Blatt 40,5 x 30,3cm, (online, Portraitsammlung der Staats- und Universitätsbibliothek Hamburg).
- Johann Michael Speckter, Lithographie nach Friedrich Carl Gröger, 1820, (online, Portraitsammlung der Staats- und Universitätsbibliothek Hamburg).
- Ludwig Voght, Schattenriss, ohne Angaben zu Ort und Jahr, (online, Portraitsammlung der Staats- und Universitätsbibliothek Hamburg).